# Ponniyin Selvan : I
 (mai 2023).
La mise en forme du texte ne suit pas les recommandations de Wikipédia : il faut le « wikifier ».
Les points d'amélioration suivants sont les cas les plus fréquents. Le détail des points à revoir est peut-être précisé sur la page de discussion.
- Les titres sont pré-formatés par le logiciel. Ils ne sont ni en capitales, ni en gras.
- Le texte ne doit pas être écrit en capitales (les noms de famille non plus), ni en gras, ni en italique, ni en « petit »…
- Le gras n'est utilisé que pour surligner le titre de l'article dans l'introduction, une seule fois.
- L'italique est rarement utilisé : mots en langue étrangère, titres d'œuvres, noms de bateaux, etc.
- Les citations ne sont pas en italique mais en corps de texte normal. Elles sont entourées par des guillemets français : « et ».
- Les listes à puces sont à éviter, des paragraphes rédigés étant largement préférés. Les tableaux sont à réserver à la présentation de données structurées (résultats, etc.).
- Les appels de note de bas de page (petits chiffres en exposant, introduits par l'outil «  Source ») sont à placer entre la fin de phrase et le point final[comme ça].
- Les liens internes (vers d'autres articles de Wikipédia) sont à choisir avec parcimonie. Créez des liens vers des articles approfondissant le sujet. Les termes génériques sans rapport avec le sujet sont à éviter, ainsi que les répétitions de liens vers un même terme.
- Les liens externes sont à placer uniquement dans une section « Liens externes », à la fin de l'article. Ces liens sont à choisir avec parcimonie suivant les règles définies. Si un lien sert de source à l'article, son insertion dans le texte est à faire par les notes de bas de page.
- La présentation des références doit suivre les conventions bibliographiques. Il est recommandé d'utiliser les modèles {{Ouvrage}}, {{Chapitre}}, {{Article}}, {{Lien web}} et/ou {{Bibliographie}}. Le mode d'édition visuel peut mettre en forme automatiquement les références.
- Insérer une infobox (cadre d'informations à droite) n'est pas obligatoire pour parachever la mise en page.

Pour une aide détaillée, merci de consulter Aide:Wikification.
Si vous pensez que ces points ont été résolus, vous pouvez retirer ce bandeau et améliorer la mise en forme d'un autre article.
Série
Ponniyin Selvan : II
(2023)
Pour plus de détails, voir Fiche technique et Distribution.
Ponniyin Selvan : I (traduc. Le fils de Ponni), également connu et commercialisé sous le nom de PS-1, est un film d'aventure d'action historique épique en langue tamoule indienne de 2022 réalisé par Mani Ratnam, qui l'a co-écrit avec Elango Kumaravel et B. Jeyamohan . Produit par Ratnam et Subaskaran Allirajah sous Madras Talkies et Lyca Productions, il s'agit de la première de deux parties cinématographiques basées sur le roman de 1955 de Kalki Krishnamurthy, Ponniyin Selvan . Le film met en vedette un ensemble d'actreurs comprenant Vikram, Aishwarya Rai Bachchan, Karthi, Jayam Ravi, Trisha, Aishwarya Lekshmi, Sobhita Dhulipala, Prakash Raj, Jayaram, Prabhu, R. Sarathkumar, R. Parthiban, Rahman, Lal et Vikram Prabhu. La musique a été composée par AR Rahman, avec la cinématographie par Ravi Varman, le montage par A. Sreekar Prasad et la conception de la production par Thota Tharani . Ponniyin Selvan: I dramatise les débuts du prince Chola Arunmozhi Varman, qui deviendra le célèbre empereur Rajaraja I (947-1014). Dans le film, Vandiyathevan doit traverser le pays des Cholas pour délivrer un message du prince héritier Aditha Karikalan. Pendant ce temps, Kundavai tente d'établir la paix politique alors que les vassaux et les ministres mettent en place un complot contre le royaume.
Depuis sa publication, une adaptation cinématographique du roman Ponniyin Selvan avait été explorée par plusieurs cinéastes tamouls, dont une tentative de MG Ramachandran à la fin des années 1950; cependant, il ne s'est jamais concrétisé en raison de contraintes financières. Des décennies plus tard, Ratnam a tenté d'adapter le roman à la fin des années 1980 et au début des années 2010, mais sans succès. Appelant cela son "projet de rêve", Ratnam a relancé l'effort en janvier 2019, après que Lyca ait accepté de financer le film. Après plusieurs changements de distribution et d'équipe, la production de Ponniyin Selvan a commencé en décembre 2019 et s'est terminée en septembre 2021, s'arrêtant deux fois en raison de la pandémie de COVID-19. Le film a été tourné dans divers endroits de l'Inde, avec quelques séquences en Thaïlande. Il était à l'origine destiné à être un seul film mais a été divisé en deux parties.
Ponniyin Selvan : I est sorti dans les salles du monde entier le 30 septembre 2022 aux formats standard et IMAX. Il s'agit un des premiers films tamouls qui est directement sorti en IMAX. Le film a été acclamé par les critiques de cinéma, qui ont apprécié la direction, la musique, les visuels, les performances de la distribution et la fidélité au roman. Il a reçu six nominations aux 16e Asian Film Awards, dont celui du meilleur film.
La suite détaillant la partie restante de l'histoire, Ponniyin Selvan: II, est sortie le 28 avril 2023.

## Synopsis
Au Xe siècle, l’Empire Chola est à son apogée sous le règne de l’empereur Sundara Chola, alité dans son palais de Thanjavur. Ses fils, le prince héritier Aditha Karikalan, commandant de l’armée à Kanchi, et Arulmozhi Varman, alias Ponniyin Selvan, en campagne à Lanka, étendent les frontières du royaume. Sentant des troubles imminents au palais, Aditha Karikalan dépêche son fidèle compagnon Vallavaraiyan Vandiyadevan, jeune noble du clan Vaanar, pour enquêter et transmettre des messages à sa sœur Kundavai et à leur père.
Sur sa route, Vandiyadevan croise le chemin de Azhwarkkadiyan Nambi, un moine vishnouite et espion au service du Premier ministre Aniruddha Brahmarayar. Nambi recherche sa sœur adoptive disparue, Nandini, aujourd’hui l’épouse du puissant ministre des Finances Periya Pazhuvettaraiyar, de plusieurs décennies son aîné. En usant de son amitié avec Kandhamaran, fils du seigneur de Kadambur, Vandiyadevan pénètre dans la forteresse où il surprend une réunion secrète : Periya Pazhuvettaraiyar et d’autres nobles fomentent un complot pour écarter Aditha Karikalan de la succession au profit de Madhuranthakan, le cousin de l’empereur.
Après avoir confronté Nambi et obtenu son soutien, Vandiyadevan intercepte un convoi mené par Nandini et gagne sa confiance. Cette dernière lui remet une bague officielle, lui permettant d’entrer discrètement dans le palais royal. Déguisé et muni de ce gage, Vandiyadevan rencontre Sundara Chola et lui révèle le complot, avant d’être brièvement arrêté par Chinna Pazhuvettaraiyar, frère cadet de Periya. Il réussit à s’évader par un tunnel secret menant à la chambre de Nandini, où cette dernière lui demande d’intercéder en sa faveur auprès de Kundavai, avant de le laisser quitter Thanjavur.
À Pazhayarai, Vandiyadevan rencontre Kundavai grâce à Sendhan Amudhan, un humble vendeur de fleurs, et lui livre les informations sur la conspiration. Kundavai, lucide et stratège, ordonne à Vandiyadevan de partir pour Lanka afin de ramener son frère Arulmozhi. Elle réside auprès de Sembiyan Madevi, la pieuse mère de Madhuranthakan, et Vaanathi, la fiancée de Ponniyin Selvan et princesse de Kodumbalur. Sembiyan Madevi exhorte son fils à renoncer à ses ambitions, mais il refuse.
Pendant ce temps, Aditha Karikalan confie à son ami Parthibendran Pallavan qu’il fut autrefois amoureux de Nandini. Rejetée par la cour en raison de sa basse extraction, elle disparut avant de revenir des années plus tard auprès de Veerapandiyan, chef de guerre Pandya, qu’Aditha tua en duel, attisant la haine de Nandini contre la dynastie Chola.
À Lanka, Vandiyadevan est escorté par Poonguzhali, une batelière intrépide, secrètement amoureuse de Ponniyin Selvan. Il transmet les messages de Kundavai et de Vaanathi au prince, puis retrouve Azhwarkkadiyan Nambi. Ce dernier, toujours sous couverture, révèle que Sundara Chola a été manipulé par les conspirateurs pour envoyer un convoi censé "ramener" Arulmozhi, mais qui vise en réalité à le capturer, sous prétexte qu’il a refusé une couronne offerte par des moines bouddhistes dans le royaume de la fille de l’empereur Ashoka.
Kundavai est convoquée à Thanjavur. L’empereur lui demande de persuader Aditha Karikalan de revenir à la capitale. Ce dernier, cependant, refuse catégoriquement tant que Nandini y réside.
Pendant ce temps, un membre de la secte Pandya Aabathudavigal, fidèle à la dynastie Pandya déchue, convainc le roi Mahinda de Lanka de fournir une armée pour assassiner Arulmozhi. Le prince, ses alliés et Poonguzhali découvrent le convoi envoyé par Periya Pazhuvettaraiyar et comprennent qu’un piège se prépare. Arulmozhi, respectueux des ordres paternels, accepte malgré tout de se rendre au convoi, mais élabore un stratagème : il se déguise en cornac tandis que Vandiyadevan se fait passer pour lui.
Les Pandya tendent une embuscade. Vandiyadevan, pris pour Ponniyin Selvan, est capturé. Arulmozhi tente de le sauver en montant à bord du navire des assaillants. Une tempête éclate, et le bateau fait naufrage. Les deux hommes sont portés disparus en mer, et présumés morts.
La nouvelle plonge la cour Chola dans la consternation. Aditha Karikalan, submergé par la douleur, jure vengeance et part affronter Nandini à Thanjavur. Pendant ce temps, Oomai Rani, une mystérieuse femme muette ressemblant étrangement à Nandini et qui avait sauvé Arulmozhi de la noyade lorsqu’il était enfant, plonge dans l’océan pour tenter de le retrouver, laissant espérer que le prince soit encore en vie.

## Distribution
- Vikram : Aditha Karikalan
- Aishwarya Rai Bachchan : Nandini / Oomai Rani
- Karthi : Vanthiyadevan
- Jayam Ravi : Arulmozhi Varman
- Trisha : Kundavai
- Aishwarya Lekshmi : Poonguzhali
- Prabhu : Periya Vellar
- R. Sarath Kumar : Periya Pazhuvettarayar
- Sobhita Dhulipala : Vanathi
- Vikram Prabhu : Parthibendran Pallavan
- Prakash Raj : Sundara Chozhar
- Jayaram : Alwarkkadiyan Nambi
- Jayachitra : Sembiyan Mahadevi
- Rahman : Madhurantakan
- Ashwin Kakumanu : Sendhan Amudhan
- Lal : Malaiyaman
- Kishore : Ravidasan
- Babu Anthony : Khottiga
- Radhakrishnan Parthiban : Chinna Pazhuvettarayar
- Nasser : Veerapandiyan
- Nizhalgal Ravi : Sambuvarayar
- Mohan Raman : Aniruddha Brahmarayar
- Vinodhini Vaidyanathan : Vasuki
- Shyam Fernando : Mahindan
- Balaji Sakthivel : Vanangamudiyar
- Yog Japee : Karuthiruman
- Riyaz Khan : Soman Sambavan
- Vidhya Subramanian : Vaanavan Maadevi
- Arjun Chidambaram : Varagunan
- Nimmy Raphael : Rakkamma
- Vinay Kumar Joseph : Devaralan
- Harris Moosa : Kalapathi
- Gopi Kannadasan : Dambulla Bikshu
- Bharat Raj : Karka
- A. Seemon : Ugradevan
- Suresh Ekambaram : Aadhan Maran
- Aswin Rao : Kandhamaran
- Anil Kumar : Pasupathi
- Shakti Ramani : Kani
- Raghav : Amarabujanga Pandiyan
- Ramchandran : Rajaaliyar
- Jaichandran : Thanthongi Kalingarayar
- Amzath Khan : Mazhavarayar
- Kannan : Kundrathur Kizhar
- Sundaram : Mazhapadi Thennavan
- Jaindhan : Mummudi Pallavarayar
- Nambi : Muttharayar
- Santhosh : Aditha Karikalan (jeune)
- Sara Arjun : Nandini (jeune)
- Bharathiraja Sakthivel : PS général
- Heavens Raja : Saivite
- Balla Bhoopalan : Idumbankari
- Manojkumar K : CP soldat 1
- Aadesh Bala : CP soldat 2
- Prabhu Mani : CP soldat 3
- Vikram : CP soldat 4

La narration du film a été fait par Kamal Haasan (bande-annonce et film), Anil Kapoor (bande-annonce)/ Ajay Devgn (film), Rana Daggubati (bande-annonce)/ Chiranjeevi (film), Prithviraj Sukumaran (bande-annonce)/ Mammootty (film) et Jayanth Kaikini (bande-annonce)/ Upendra (film) en tamoul, hindi, télougou, malayalam et kannada respectivement.

## Musique
La musique du film et la bande originale ont été composées par AR Rahman. Les droits audio du film ont été achetés par Tips.
La bande originale contient six chansons originales composées par AR Rahman, à savoir "Ponni Nadhi", "Chola Chola", "Ratchasa Maamaney", "Sol", "Alaikadal" et "Devaralan Aattam". Les paroles ont été écrites par Ilango Krishnan, Kabilan, Krithika Nelson et Siva Ananth dans la version tamoule et Mehboob Kotwal, Ananta Sriram, Rafeeq Ahamed et Jayanth Kaikini ont écrit les paroles des chansons en hindi, télougou, malayalam et kannada respectivement.

## Réception

### Critiques
Ponniyin Selvan : I a été acclamé par les critiques, en appréciant particulièrement la direction, la partition musicale, les aspects techniques et les performances de la distribution (avec quelques critiques louant Vikram, Karthi, Jayam Ravi, Aishwarya Rai, Trisha, Jayaram et les performances de la distribution entière),.

### Box office
Ponniyin Selvan: I a collecté 3 265 000 000 INR en Inde, dont 2 218 000 000 INR en Tamil Nadu devenant le premier film à le faire, et 1 690 000 000 INR du reste du monde.
Le film a rapporté environ 800 000 000 INR  le jour de son ouverture dans le monde et a fait ses débuts au sommet des box-offices à Singapour, en Malaisie, au Sri Lanka et en Australie, tandis qu'il a atteint le top 3 aux États-Unis. À son troisième jour, le film a rapporté environ  800 000 000 INR portant sa première collection mondiale de week-end à ₹ 2 300 000 000 INR,,. Le film a exceptionnellement bien performé au Tamil Nadu, au Kerala et sur le marché étranger, mais a joué dans la moyenne au Karnataka, dans les États télougous et dans l'Hindi Belt (la ceinture hindie). La version doublée en hindi a rapporté 220 000 000 INR  au box-office national. Néanmoins, le film est devenu le film tamoul le plus rentable en Malaisie, à Singapour, aux États-Unis, en Australie et le 5e film indien le plus rentable aux États-Unis à cette époque.

## Suite
Le 17 septembre 2022, Ratnam lors d'une conférence de presse, a confirmé que Ponniyin Selvan: II ( PS: 2 ) sortirait dans six à neuf mois après la sortie en salles de Ponniyin Selvan: I. Le 28 décembre 2022, l'équipe a révélé que PS:2 sortirait le 28 avril 2023.